# Acalypha pycnantha
Acalypha pycnantha är en törelväxtart som beskrevs av Ignatz Urban. Acalypha pycnantha ingår i släktet akalyfor, och familjen törelväxter. Inga underarter finns listade i Catalogue of Life.